# Labicymbium breve
Labicymbium breve är en spindelart som beskrevs av Alfred Frank Millidge 1991. Labicymbium breve ingår i släktet Labicymbium och familjen täckvävarspindlar.
Artens utbredningsområde är Colombia. Inga underarter finns listade i Catalogue of Life.